# 1849 год
1849 (ты́сяча восемьсо́т со́рок девя́тый) год  по григорианскому календарю — невисокосный год, начинающийся в понедельник. Это 1849 год нашей эры, 9‑й год 5‑го десятилетия XIX века 2‑го тысячелетия, 10‑й год 1840‑х годов. Он закончился 176 лет назад.
| Пн | Вт | Ср | Чт | Пт | Сб | Вс |
| 1  | 2  | 3  | 4  | 5  | 6  | 7  |
| 8  | 9  | 10 | 11 | 12 | 13 | 14 |
| 15 | 16 | 17 | 18 | 19 | 20 | 21 |
| 22 | 23 | 24 | 25 | 26 | 27 | 28 |
| 29 | 30 | 31 |    |    |    |    |

| Пн | Вт | Ср | Чт | Пт | Сб | Вс |
|    |    |    | 1  | 2  | 3  | 4  |
| 5  | 6  | 7  | 8  | 9  | 10 | 11 |
| 12 | 13 | 14 | 15 | 16 | 17 | 18 |
| 19 | 20 | 21 | 22 | 23 | 24 | 25 |
| 26 | 27 | 28 |    |    |    |    |

| Пн | Вт | Ср | Чт | Пт | Сб | Вс |
|    |    |    | 1  | 2  | 3  | 4  |
| 5  | 6  | 7  | 8  | 9  | 10 | 11 |
| 12 | 13 | 14 | 15 | 16 | 17 | 18 |
| 19 | 20 | 21 | 22 | 23 | 24 | 25 |
| 26 | 27 | 28 | 29 | 30 | 31 |    |

| Пн | Вт | Ср | Чт | Пт | Сб | Вс |
|    |    |    |    |    |    | 1  |
| 2  | 3  | 4  | 5  | 6  | 7  | 8  |
| 9  | 10 | 11 | 12 | 13 | 14 | 15 |
| 16 | 17 | 18 | 19 | 20 | 21 | 22 |
| 23 | 24 | 25 | 26 | 27 | 28 | 29 |
| 30 |    |    |    |    |    |    |

| Пн | Вт | Ср | Чт | Пт | Сб | Вс |
|    | 1  | 2  | 3  | 4  | 5  | 6  |
| 7  | 8  | 9  | 10 | 11 | 12 | 13 |
| 14 | 15 | 16 | 17 | 18 | 19 | 20 |
| 21 | 22 | 23 | 24 | 25 | 26 | 27 |
| 28 | 29 | 30 | 31 |    |    |    |

| Пн | Вт | Ср | Чт | Пт | Сб | Вс |
|    |    |    |    | 1  | 2  | 3  |
| 4  | 5  | 6  | 7  | 8  | 9  | 10 |
| 11 | 12 | 13 | 14 | 15 | 16 | 17 |
| 18 | 19 | 20 | 21 | 22 | 23 | 24 |
| 25 | 26 | 27 | 28 | 29 | 30 |    |

| Пн | Вт | Ср | Чт | Пт | Сб | Вс |
|    |    |    |    |    |    | 1  |
| 2  | 3  | 4  | 5  | 6  | 7  | 8  |
| 9  | 10 | 11 | 12 | 13 | 14 | 15 |
| 16 | 17 | 18 | 19 | 20 | 21 | 22 |
| 23 | 24 | 25 | 26 | 27 | 28 | 29 |
| 30 | 31 |    |    |    |    |    |

| Пн | Вт | Ср | Чт | Пт | Сб | Вс |
|    |    | 1  | 2  | 3  | 4  | 5  |
| 6  | 7  | 8  | 9  | 10 | 11 | 12 |
| 13 | 14 | 15 | 16 | 17 | 18 | 19 |
| 20 | 21 | 22 | 23 | 24 | 25 | 26 |
| 27 | 28 | 29 | 30 | 31 |    |    |

| Пн | Вт | Ср | Чт | Пт | Сб | Вс |
|    |    |    |    |    | 1  | 2  |
| 3  | 4  | 5  | 6  | 7  | 8  | 9  |
| 10 | 11 | 12 | 13 | 14 | 15 | 16 |
| 17 | 18 | 19 | 20 | 21 | 22 | 23 |
| 24 | 25 | 26 | 27 | 28 | 29 | 30 |

| Пн | Вт | Ср | Чт | Пт | Сб | Вс |
| 1  | 2  | 3  | 4  | 5  | 6  | 7  |
| 8  | 9  | 10 | 11 | 12 | 13 | 14 |
| 15 | 16 | 17 | 18 | 19 | 20 | 21 |
| 22 | 23 | 24 | 25 | 26 | 27 | 28 |
| 29 | 30 | 31 |    |    |    |    |

| Пн | Вт | Ср | Чт | Пт | Сб | Вс |
|    |    |    | 1  | 2  | 3  | 4  |
| 5  | 6  | 7  | 8  | 9  | 10 | 11 |
| 12 | 13 | 14 | 15 | 16 | 17 | 18 |
| 19 | 20 | 21 | 22 | 23 | 24 | 25 |
| 26 | 27 | 28 | 29 | 30 |    |    |

| Пн | Вт | Ср | Чт | Пт | Сб | Вс |
|    |    |    |    |    | 1  | 2  |
| 3  | 4  | 5  | 6  | 7  | 8  | 9  |
| 10 | 11 | 12 | 13 | 14 | 15 | 16 |
| 17 | 18 | 19 | 20 | 21 | 22 | 23 |
| 24 | 25 | 26 | 27 | 28 | 29 | 30 |
| 31 |    |    |    |    |    |    |

## События
- 1 января — выходит первая почтовая марка Франции.
- 12 января — восстания против австрийских войск в Палермо, Сицилия.
- 4 февраля — Сражение при Визакне, битва Войны за независимость Венгрии 1848—1849 годов, в ходе которой 4 февраля 1849 года венгерская армия генерал-майора Юзефа Бема столкнулась с имперской армией Антала Пухнера у Визакны (ныне Окна-Сибиулуй).
- 8 февраля — в Риме революционерами провозглашена Римская республика[1].
- 23 февраля — восстание в Тоскане, великий герцог Леопольд II бежал из Флоренции[2].
- 5 марта — через сутки после истечения срока полномочий Джеймса Нокса Полка присягу президента США принёс Закари Тейлор. Из-за религиозных убеждений Тейлор отказался присягать в воскресенье, в результате Штаты в течение суток оставались без президента.
- 7 марта — в Австрийской империи опубликована конституция, октроированная императором Францем Иосифом 4 марта. Рейхстаг Австрии распущен[3].
- 20 марта — сардинский король Карл Альберт нарушил перемирие 1848 года и возобновил войну с Австрией[2].
- 21 марта — сардинская армия разбита австрийцами в сражении при Мортаре[2].
- 23 марта
  - Сардинская армия наголову разбита при Новаре войсками Йозефа Радецкого[2].
  - После поражения в Австро-итальянской войне отрёкся от престола и выехал в Португалию король Сардинского королевства Карл Альберт. Престол занял его сын Виктор Эммануил II[4].
- 26 марта — новый король Сардинского королевства Виктор Эммануил II заключил перемирие с фельдмаршалом Йозефом Радецким, по которому австрийская армия занимала Ломбардию и Венецианскую область[2].
- 28 марта
  - В церкви Святого Павла во Франкфурте прусский король Фридрих Вильгельм IV в результате проведённых выборов получил титул наследного кайзера Германии[5].
  - Учредительное собрание Тосканы провозгласило писателя Франческо Гверрацци диктатором[6].
- 29 марта — Великобритания аннексировала Пенджаб.
- 12 апреля — в результате восстания во Флоренции свергнут и арестован диктатор Тосканы Франческо Гверрацци. Восстановлена монархия[6].
- 13 апреля — Венгрия провозглашает независимость. На следующий день опубликована Декларация независимости[7] и низложена династия Габсбургов[3].
- 14-21 апреля — Голод в Ирландии (1845—1849): 96 жителей работного дома в Бэллинроуб умерли в течение недели от голода и болезней.
- 24 апреля — венгерская армия освободила Пешт[8].
- 27 апреля — Джузеппе Гарибальди ввёл революционные войска в Рим, чтобы защищать его от французской армии.
- 2 мая — Лайош Кошут избран Верховным правителем Венгрии[7].
- 3 мая — начало майского восстания в Дрездене.
- 6 мая — созван конгресс рабочих союзов Рейнской провинции и Вестфалии[9].
- 13 мая — избрано Законодательное собрание Франции[10].
- 15 мая
  - Войска Королевства обеих Сицилий вступили в Палермо и подавили восстание республиканцев на Сицилии[11].
  - Государство Лос-Альтос включено в состав Гватемалы[12].
- 16 мая — Карл Маркс выслан из Германии.
- 21 мая — встреча императора Австрии Франца-Иосифа и императора России Николая I в Варшаве. Россия согласилась помочь в подавлении революции в Венгрии[8].
- 28 мая — начало работу Законодательное собрание Французской республики[10].
- 9 июня — в Испании завершена Вторая карлистская война.
- 13 июня — разогнана организованная левой «партией Горы» манифестация в Париже. Депутаты «Горы» арестованы, её лидер Александр Людрю-Роллен бежал в Лондон[13].
- 18 июня — русская армия перешла границы Венгрии[8].
- 3 июля — французские войска вступили в Рим. Римская республика капитулировала[14].
- 13 июля — венгерская армия сдала Буду и Пешт[8].
- 14 июля — генерал Николя Удино заявил о восстановлении в Риме светской власти папы римского[14].
- 27 июля — в Порту (Португалия), в эмиграции, скончался бывший король Сардинского королевства Карл Альберт, отрёкшийся от престола в марте[4].
- 31 июля — венгерская армия разбита при Шегешваре, погиб Шандор Петефи[8].
- 6 августа — между Австрийской империей и Пьемонтом в Милане заключён мирный договор, по которому Сардинский король отказался от всяких территориальных претензий и платил Австрии контрибуцию в 65 млн.франков. Закончена Австро-итальянская война[2][15].
- 7 августа — повстанческая армия Рафаэля Карреры вновь вступила в столицу Гватемалы. Каррера оставил на посту временного президента Мариано Паредеса, став главнокомандующим[16].
- 9 августа — венгерская армия разбита при Темешваре[8].
- 11 августа — Лайош Кошут передал полномочия Верховного правителя Венгрии командующему армией Артуру Гёргею[7].
- 13 августа — Венгерская война: вождь венгерских повстанцев Гёргей капитулировал перед армией И. Ф. Паскевича[8]. Тот доложил Николаю I: «Венгрия у ног Вашего императорского величества».
- 24 августа — после четырёхмесячной осады Венеция занята австрийскими войсками[15].
- 26 августа — Республика Гаити провозглашена Гаитянской империей, президент Фаустин Эли Сулук стал императором Гаити под именем Фостена (Фаустина) I[17].
- 21 сентября — император Гаити Фостен I учредил военный орден Святого Фостена и гражданский Орден Гаитянского Почётного легиона[17].
- 6 октября — в трансильванском Араде расстреляны 13 лидеров Венгерской войны за независимость[8].
- 31 октября — президент Франции Луи Наполеон Бонапарт отправил в отставку кабинет Одилона Барро, оставил пост премьер-министра вакантным и объявил манифестом о переходе к личному президентскому правлению[18].
- 25 ноября — суд приговорил петрашевцев, включая Ф. М. Достоевского, к расстрелу. 3 января 1850 года после инсценировки расстрела осуждённым объявлено помилование[19].

### События без точных дат
- Американские промышленники изобрели первый аппарат для получения сгущённого молока с сахаром.
- В Лондоне основано Арундельское общество.
- 1849—1852 — комплекс колокольни Ивана Великого реставрировался по проекту К.А. Тона. Со стороны Соборной площади взамен портика была создана галерея с крыльцом, ведущая ко 2-му ярусу звонницы[20].
- В Дании отменён действовавший с 1665 года "Королевский закон", устанавливающий абсолютизм правящей монархии[21].

## Родились
См. также: Категория:Родившиеся в 1849 году
- 8 января — Степан Осипович Макаров, русский адмирал. (ум. 1904)
- 18 января — Эдмунд Бартон, первый премьер-министр Австралии в 1901 — 1903 годах (ум. 1920)
- 22 января — Юхан Август Стриндберг, шведский писатель (ум. 1912).
- 26 января — Пётр Алексеевич Алексеев, русский рабочий-революционер (убит 1891).
- 3 февраля — Нагида Руфь Лацарус, немецкая писательница[22]; жена писателя Макса Реми (нем. Max Remy; 1839—1881)[23], затем доктора философии Морица Лацаруса[24] (ум. 1928).
- 7 марта — Лютер Бёрбанк, американский биолог и селекционер (ум. 1926).
- 19 марта — Альфред фон Тирпиц, немецкий военный деятель (ум. 1930).
- 24 апреля — Жозеф Симон Галлиени, маршал Франции, участник колониальных войн и Первой мировой войны, военный министр Франции в 1915—1916 годах (ум. 1916).
- 29 июня — Сергей Юльевич Витте, граф, русский государственный деятель (ум. 1915).
- 19 июля — Фердинанд Брюнетьер, французский писатель, критик («Эволюция жанров в истории литературы») (ум. 1906).
- 29 июля — Макс Нордау, австрийский философ и лидер сионизма (ум. 1923).
- 14 сентября — Иван Петрович Павлов, русский биолог, лауреат Нобелевской премии по медицине (ум. 1936).
- 19 сентября — Николай Григорьевич Егоров, русский физик. (ум. 1919)
- 10 октября — Карл Ланг, немецкий метеоролог и педагог; член Леопольдины (ум. 1893).
- 24 ноября — Фрэнсис Бёрнетт, английская писательница и драматург (ум. 1924).
- 28 ноября — Василий Антонович Канский, российский лингвист, филолог, переводчик и педагог.
- 6 декабря — Август фон Макензен, немецкий фельдмаршал (ум. 1945).
- Эльвира Репетто-Тризолини — итальянская оперная певица, колоратурное сопрано (ум. 1922).

## Скончались
См. также: Категория:Умершие в 1849 году
- 3 апреля
  - Юлиуш Словацкий, польский поэт.
  - Мухаммед Али Египетский, хедив Египта в 1805—1848 годах (род. 1769).
- 18 апреля — Карл Иванович Росси, петербургский архитектор.
- 10 мая — Кацусика Хокусай, японский художник укие-э, иллюстратор, гравёр, писатель.
- 11 мая — Жюли Рекамье, хозяйка знаменитого салона наполеоновской Франции.
- 19 мая — Николай Иванович Шредер — российский государственный деятель, поручик и действительный статский советник, гражданский губернатор Рязанской, Орловской и Витебской губерний. (род. 1780).
- 28 мая — Энн Бронте, английская писательница.
- 12 июня — Анджелика Каталани, итальянская оперная певица.
- 15 июня — Джеймс Нокс Полк, 11-й президент США (скончался через 3 месяца после окончания срока).
- 27 июля — Карл Альберт, король Сардинского королевства в 1831—1849 годах (род. 1798).
- 25 сентября — Иоганн Штраус (старший), австрийский композитор.
- 7 октября — Эдгар Аллан По, американский писатель, поэт и литературный критик.
- 17 октября — Фредерик Шопен, знаменитый польский композитор и пианист, представитель романтизма в музыке.
- 28 октября — Ойос-Шпринценштейн, Иоганн Эрнст (род. 1779), австрийский придворный, землевладелец и военный, граф, барон, генерал-фельдмаршал, Верховный главнокомандующий Национальной гвардии.